# Ramberättelse
Ramberättelse är en litterär term för den berättelse som fungerar som inramning av en samling av berättelser. Kända exempel i litteraturen är Tusen och en natt, Decamerone och Canterbury Tales. På svenska är Törnrosens bok ett exempel på en ramberättelse.